# Aphelops
Aphelops es un género extinto de rinoceronte sin cuernos, endémico de América del Norte. Vivió desde el Mioceno medio hasta el Plioceno temprano, durante el cual fue un componente común de las faunas de mamíferos de América del Norte junto con Teleoceras.

## Descripción

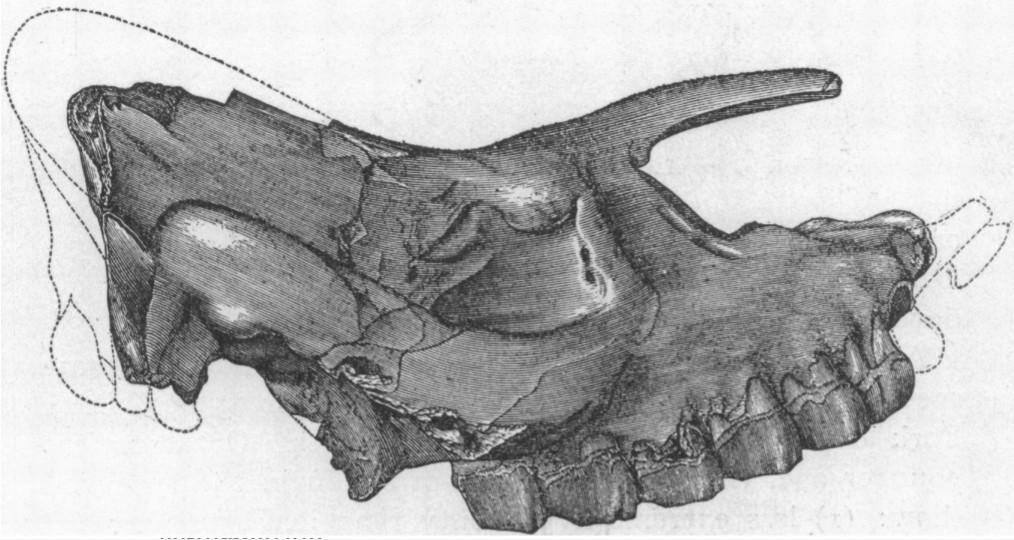
Cráneo de A. malacorhinus

Sobre la base del tamaño del cráneo, la especie más grande de Aphelops es A. mutilus (el rinoceronte más grande de América del Norte) y la más pequeña es la especie tipo A. megalodus. Se ha estimado que A. mutilus pesaba 770 a 1800 kg, y A. malacorhinus  889 kg.
Aphelops se diferencian de otros miembros de Aceratheriinae por dos rasgos: la parte superior arqueada del cráneo y el diastema largo (espacio) entre el segundo incisivo (colmillo inferior) y el primer premolar. Muchos otros aspectos de su anatomía son típicos de las aceraterinos, entre ellos: la ausencia de un cuerno en los huesos nasales anchos y no fusionados; el premaxilar reducido y el primer incisivo perdido; una incisión nasal (o muesca debajo de los huesos nasales) que alcanza al menos el nivel del cuarto premolar; un cráneo de forma triangular visto desde atrás; arcos cigomáticos estrechos; braquidonte o dientes de corona baja sin cemento; molares superiores con un pliegue de esmalte conocido como anterocrochet; y colmillos inferiores que son subcirculares en sección transversal.
Las especies más derivadas (especializadas) tienen dientes más grandes y huesos nasales más largos y delgados (que también producen una incisión más grande). Las diversas especies también difieren en la profundidad de la incisión nasal: en A. megalodus, alcanza la parte frontal del cuarto premolar; en A. malacorhinus, alcanza la parte posterior de ese diente y en A. mutilus llega al primer molar.

## Paleobiología
Los colmillos inferiores de Aphelops son informativos sobre el sexo y la edad de los individuos, como en Teleoceras; los machos tienen colmillos mucho más gruesos, mientras que los individuos más viejos tienen colmillos erupcionados con mayor fuerza que muestran patrones de desgaste más extensos. Las etapas de la erupción de las muelas de las mejillas eran idénticas a las de los rinocerontes vivos. Estos factores fueron utilizados por Matthew Mihlbacher en 2003 para analizar un lecho de huesos de Aphelops conocido como el lecho óseo de Love Island; los adultos (entre el 35% y el 68% de la esperanza de vida máxima) son los más comunes, no parece haber una preservación exclusiva de machos y los machos jóvenes son raros. Esto es diferente a Teleoceras, donde los machos jóvenes se conservan desproporcionadamente en lechos de huesos. Tal diferencia puede implicar un comportamiento social diferente: los Aphelops macho jóvenes quizás murieron con menos frecuencia a causa de las peleas y utilizaron diferentes tipos de exhibiciones rituales. Probablemente no eran completamente monógamos, y el grado de dimorfismo sexual sugiere poligamia.

## Paleoecología
Se cree que Aphelops habría sido un ramoneador de plantas C3, de manera similar a los modernos rinocerontes negros, con sus miembros más largos adaptados para atravesar el campo abierto, con maleza. La evidencia isotópica sugiere que, a finales del Mioceno, Teleoceras tenía una ingesta limitada de los recién emergentes pastos C4, pero Aphelops continuó siendo un ramoneador. Esta diferencia en las ecologías de alimentación explica cómo pudieron coexistir de manera simpátrica en muchos entornos durante 13 millones de años. Ambos se extinguieron al final de la edad de mamíferos terrestres norteamericanos del Hemfiliano, probablemente debido al rápido enfriamiento del clima, el aumento de la estacionalidad y la expansión de las gramíneas C4.